# It Dies Today
Gli It Dies Today, a volte abbreviati in IDT, sono un gruppo metalcore/post-hardcore statunitense, nato nel 2001 a New York.

## Storia dei It Dies Today
Gli It Dies Today nacquero nel 2001 a New York.
Il 17 gennaio 2007 il cantante Nicholas Brooks ha annunciato di lasciare il gruppo. Nel periodo 2007-2012 il cantante è stato Jason Wood.
Il 2012 Nicholas Brooks ha annunciato di tornare a lavorare con gli It Dies Today. Nelle loro canzoni gli IDT fanno ampio uso del canto in scream, ma sono presenti anche parti più melodiche e delicate.

## Formazione

### Formazione attuale
- Nicholas Brooks - voce (2001 - 2007, 2012 - presente)
- Chris Cappelli - chitarra (2001, presente)
- Steve Lemke - chitarra (2001 - 2003) basso (dal 2003)
- Mike Hatalak - chitarra (2003, presente)
- Nick Mirusso - batteria, percussioni (2002, presente)

### Ex componenti
- Jason Wood - voce (2007, 2012)
- Seth Thompson - basso (2001 - 2003)
- Joe Cuonze - batteria (2001)

## Discografia

### Album in studio
- 2004 - The Caitiff Choir
- 2006 - Sirens
- 2009 - Lividity

### Demo
- 2001 - Let the Angels Whisper Your Name

### EP
- 2002 - Forever Scorned